# Kees Bregman
Kees Bregman (Amsterdam, 8 augustus 1947) is een Nederlands voormalig voetballer, die onder andere bij FC Den Haag, MSV Duisburg en Roda JC speelde. Hij begon als spits, maar werd later vooral bekend als verdediger. In de jaren 70 en 80 was hij een van de weinige Nederlandse voetballers die succesvol waren in de Duitse Bundesliga. In oktober 1989 werd hij gearresteerd toen hij in Noord-Duitsland een kilo cocaine wilde verkopen. Hij zat hiervoor twee jaar in de gevangenis. Later begon hij een kapperszaak in Bos en Lommer.

## Profstatistieken
| Seizoen | Club              | Wedstrijden | Doelpunten | Competitie     |
| ------- | ----------------- | ----------- | ---------- | -------------- |
| 1971/72 | FC Haarlem        | 30          | 15         | Eerste divisie |
| 1972/73 | FC Den Haag       | 31          | 8          | Eredivisie     |
| 1973/74 | FC Den Haag       | 25          | 5          | Eredivisie     |
| 1974/75 | MSV Duisburg      | 20          | 0          | Bundesliga     |
| 1975/76 | MSV Duisburg      | 30          | 2          | Bundesliga     |
| 1976/77 | MSV Duisburg      | 33          | 2          | Bundesliga     |
| 1977/78 | MSV Duisburg      | 26          | 1          | Bundesliga     |
| 1978/79 | MSV Duisburg      | 34          | 1          | Bundesliga     |
| 1979/80 | Roda JC           | 12          | 0          | Eredivisie     |
| 1980/81 | Roda JC           | 5           | 0          | Eredivisie     |
| 1980/81 | Arminia Bielefeld | 26          | 0          | Bundesliga     |
| 1981/82 | Arminia Bielefeld | 34          | 0          | Bundesliga     |
| 1982/83 | MSV Duisburg      | 35          | 1          | 2. Bundesliga  |
| 1983/84 | MSV Duisburg      | 35          | 0          | 2. Bundesliga  |
| 1984/85 | Fortuna Köln      | 15          | 1          | 2. Bundesliga  |
| Totaal  | Totaal            | 391         | 36         |                |